# ヒト・コミュニケーションズ
株式会社ヒト・コミュニケーションズ（英: HITO-Communications, Inc.）は、東京都豊島区に本社を置く、流通・小売（家電等）分野、ブロードバンド（通信）分野等を中心に人材派遣・アウトソーシング・セールスプロモーション・人材紹介事業を行う企業である。
本稿では、2019年3月1日に設立された持株会社である株式会社ヒト・コミュニケーションズ・ホールディングスについても記述する。

## 沿革
- 1998年（平成10年）
  - 2月 - ビックカメラの完全子会社として株式会社ビックスタッフを設立。
  - 5月 - 一般労働者派遣事業許可取得（般13-090090）[1]。
- 1999年（平成11年）4月 - 有料職業紹介事業許可取得（13-ユ-090119） [2]。
- 2004年（平成16年）11月 - 通信回線、ハードウェア（デジタル家電等）PCテクニカルサポート対応の「テクニカルセンター」を開設。人材サービス業界初。
- 2005年（平成17年）5月 - お仕事情報サイトオープン。
- 2006年（平成18年）
  - 4月 - 株式会社ヒト・コミュニケーションズに社名変更。
  - 12月 - プライバシーマーク取得（10861120(03)JIS規格2006）[3]。
- 2011年（平成23年）8月 - 大阪証券取引所JASDAQ（スタンダード）市場上場。
- 2012年（平成24年）
  - 4月 - 海外旅行向け添乗員派遣業株式会社ボイスエンタープライズを子会社化。
  - 7月 - 東京証券取引所市場第二部に上場[4]。
- 2013年（平成25年）7月 - 東京証券取引所市場第一部に指定替え。
- 2014年（平成26年）
  - 4月 - 株式会社ティーシーエイを子会社化。
  - 8月 - 女子カーリングチーム「ヒト・コミュニケーションズ red WINS」結成。
  - 10月 - 株式会社ジャッツを子会社化。
- 2015年（平成27年）12月 - スーパーラグビーチーム「ヒト・コミュニケーションズ サンウルブズ」結成。
- 2017年（平成29年）6月 - 株式会社ビービーエフを子会社化
- 2019年（平成31年）
  - 2月26日 - 東京証券取引所市場第一部上場廃止。
  - 3月1日 - 持株会社制へ移行。株式会社ヒト・コミュニケーションズ・ホールディングスがヒト・コミュニケーションズに代わり東京証券取引所市場第一部へ上場[5][6]。

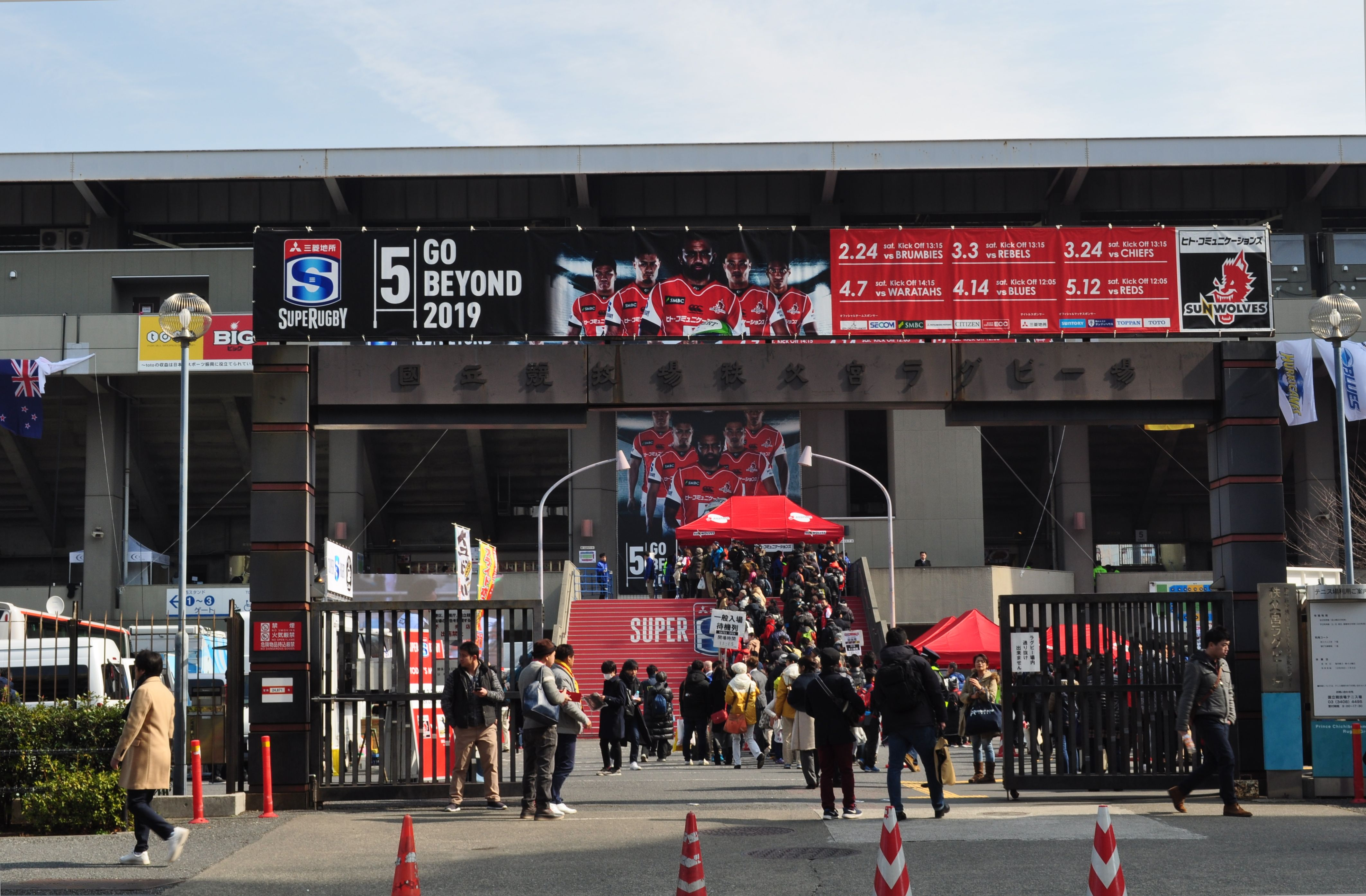
「スーパーラグビー 2018」サンウルブズ vs ブランビーズ戦 （秩父宮ラグビー場 2018年2月24日撮影）
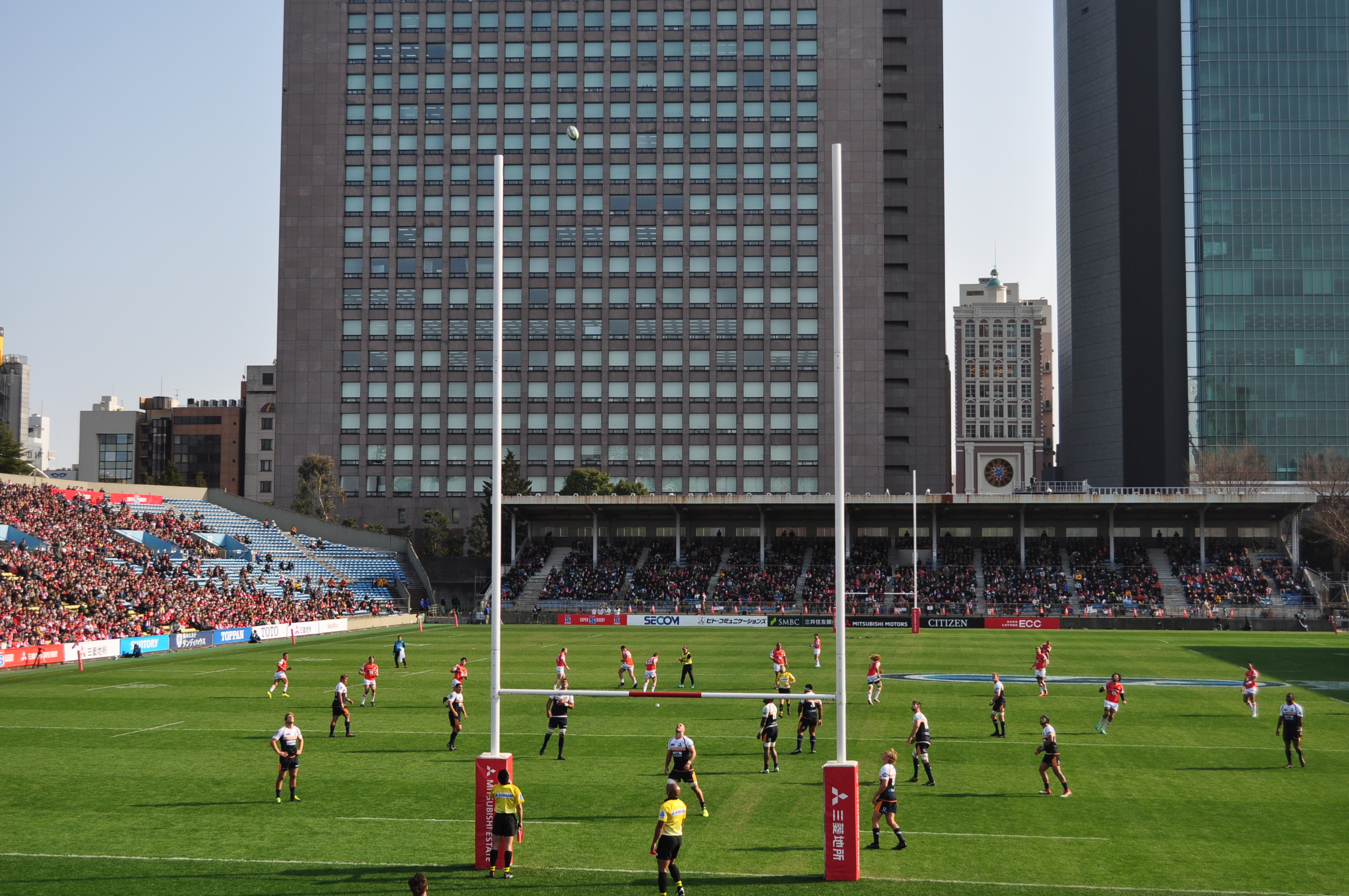
同左、サンウルブズ vs ブランビーズ戦（2018年2月24日撮影）
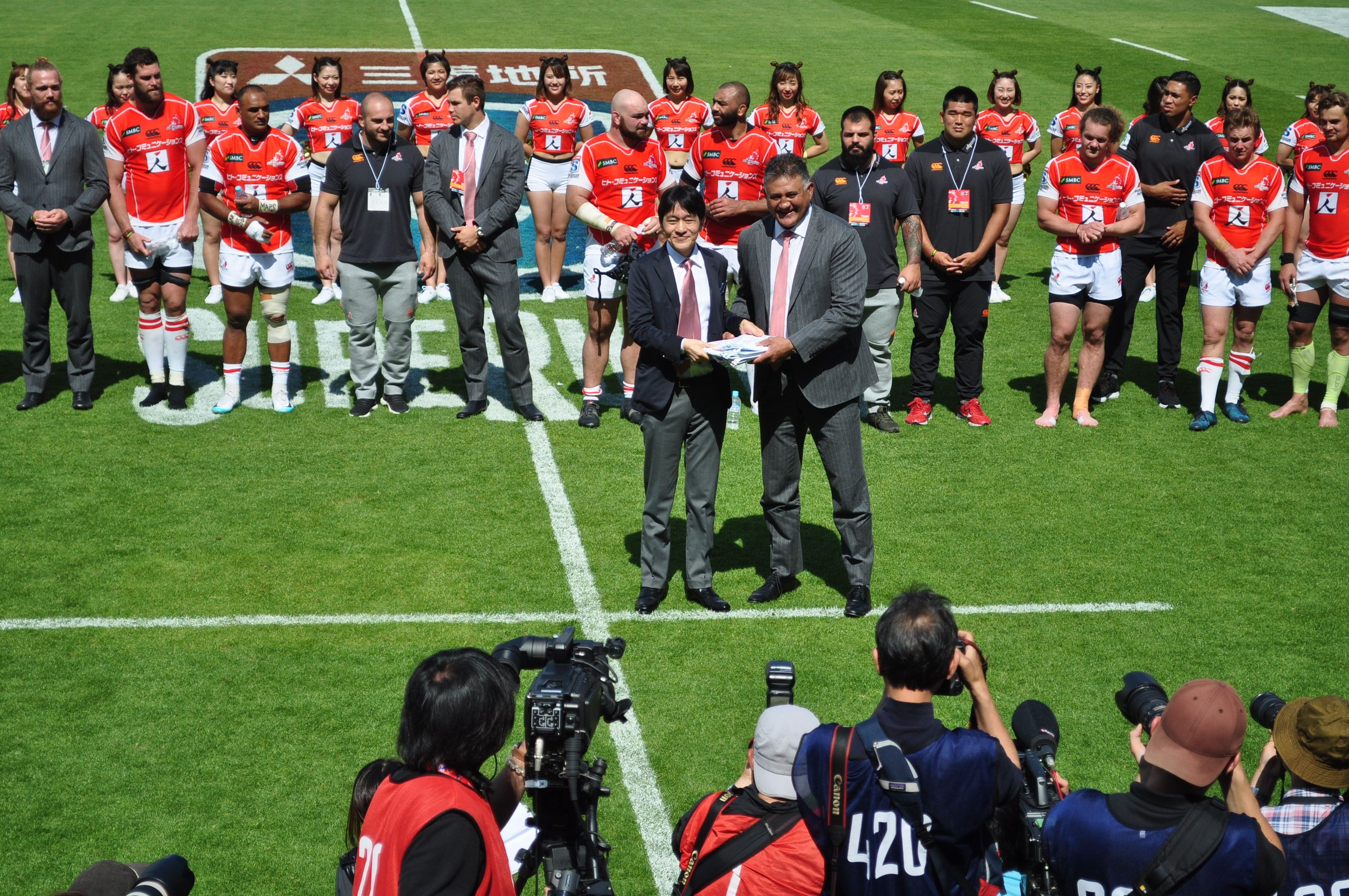
同左、サンウルブズ vs レッズ戦（秩父宮ラグビー場 2018年5月12日撮影）
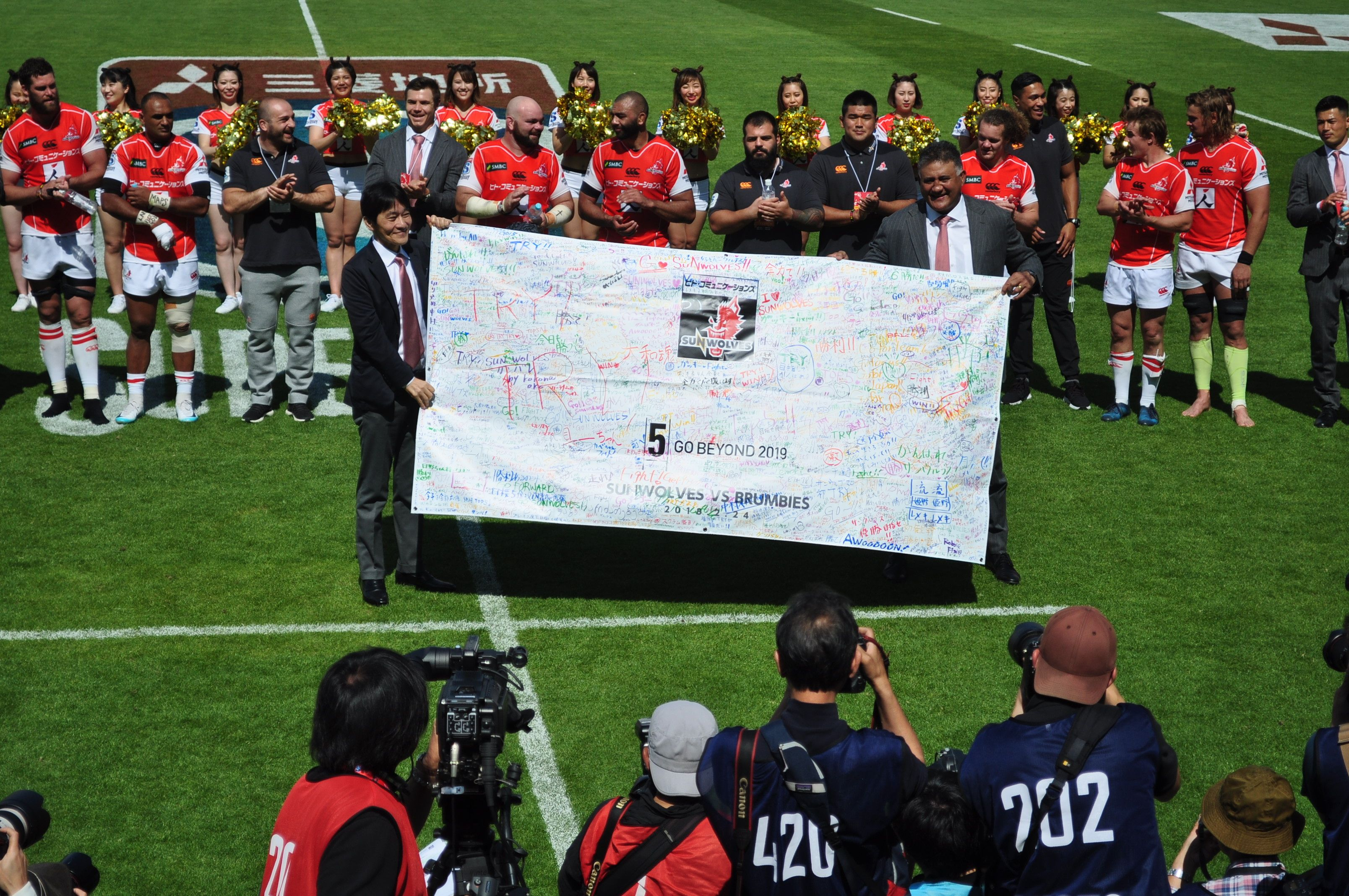
同左、サンウルブズ vs レッズ戦（秩父宮ラグビー場 2018年5月12日撮影）

## 関連会社
- 株式会社ビービーエフ
- 株式会社ブランチ・アウト
- 株式会社ティーシーエイ
- 株式会社ジャッツ
- 株式会社ジャパンリムジンサービス
- 株式会社LOWCAL